# Țuțcanii din Deal, Neamț
Țuțcanii din Deal este un sat în comuna Bahna din județul Neamț, Moldova, România.